# Ер дипартмент Скаут
Ер дипартмент Scout (енгл. AD Scout) је британски ловачки авион. Први лет авиона је извршен 1915. године. 

Конструктор овог авиона, намењеног за уништавање ваздушних бродова, био је Гарис Бут. Труп је био од дрвета, са ротационим мотором Гном Моносупап снаге 100 КС. Израђена су 4 примерка али није дошло до серијске производње. Неслужбено име је било „Ластавица“.
Највећа брзина у хоризонталном лету је износила 135 km/h. Размах крила је био 10,18 метара а дужина 6,93 метара. Наоружање авиона се састојало од једног митраљеза калибра 7,7 мм типа Луис (Lewis).

## Наоружање
| Наоружање авиона: Ер дипартмент Scout |     |
| Ватрено (стрељачко) наоружање         |     |
| Топ                                   |     |
| Митраљез                              |     |
| Број и ознака митраљеза               | 1   |
| Калибар                               | 7,7 |
| Бомбардерско наоружање (бомбе)        |     |
| Ракетно наоружање (ракете)            |     |